# Amerotyphlops minuisquamus
Amerotyphlops minuisquamus — вид змій родини сліпунів (Typhlopidae). Мешкає в Південній Америці.

## Поширення і екологія
Amerotyphlops minuisquamus мешкають в Колумбії, Перу, Бразилії, Венесуелі і Гаяні. Вони живуть у вологих тропічних лісах, трапляються в садах.